# Ребин Сулака
Ребин Сулака (на арабски: ريبين سولاقا, на шведски: Rebin Sulaka) е иракски футболист – централен защитник, състезател на шведския Бромапойкарна и Националния отбор на Ирак. Участник в Купата на Азия 2023 където бележи първия гол срещу Виетнам за победата с 3:2.

## Успехи
Бурирам Юайтед
- Лига 1 на Тайланд
  - Шампион (2): 2021/22, 2022/23
- Купа на Тайланд
  - Носител (2): 2021/22, 2022/23
- Купа на лигата на Тайланд
  - Носител (2): 2021/22, 2022/23